# Nora Reinhardt
Nora Reinhardt (* 1982 in Roth) ist eine deutsche Journalistin und Autorin.

## Leben
Nach einem Studium an der LMU München ließ sich Nora Reinhardt an der Deutschen Journalistenschule zur Journalistin ausbilden. Danach ging sie zum Nachrichtenmagazin Der Spiegel, bei dem sie drei Jahre als Redakteurin im Kultur-Ressort tätig war. Nachdem sie ein Jahr für den Zeitverlag schrieb, wurde sie 2013 Redakteurin bei der Zeitschrift NEON.
Reinhardt berichtete u. a. nach dem Atomunfall in Fukushima aus Japan und nach dem Terroranschlag im August 2017 aus Barcelona. Für Neon recherchierte sie auf den Bahamas, den Färöern, in den USA und in Israel. Reinhardt hat mehrere Journalistenpreise gewonnen, darunter den Axel-Springer-Preis für junge Journalisten, den Südtirol Medienpreis. Zudem war sie für den Deutschen Reporterpreis nominiert.

## Werk
Nora Reinhardt ist auf Reportagen und Interviews spezialisiert. So interviewte sie etwa Lindsey Stirling, Ashton Kutcher, Eddie Redmayne, Ewan McGregor, Sienna Miller, Mila Kunis, Jared Leto, Alexandra Maria Lara, Tim Bendzko, Peter Lindbergh und Iris Berben.
Ihre Reportage Ein Bild ist ein Bild ist ein Bild (Der Spiegel, Ausgabe 44/2009), in der Reinhardt offenlegte, dass Martin Kippenberger das Gemälde Paris Bar nicht selbst gemalt hatte, löste einen Kunstskandal und eine internationale Debatte aus und führte in der Konsequenz dazu, dass Auktionshäuser mehr Transparenz zusicherten. Die Reportage wurde ausgezeichnet.
Die Reportage „Dallas in Laas“ von Nora Reinhardt wurde von Christian Brückner eingelesen und von der Stiftung Südtiroler Sparkasse gemeinsam mit den anderen Finalistenbeiträgen des Südtiroler Medienpreises 2013 auf CD veröffentlicht.
Seit 2011 unterrichtet Reinhardt Praktischen Journalismus für junge Erwachsene (z. B. Jugendmedientage, Klickerkids).

## Bücher
Unnützes Wissen 6. 1374 skurrile Fakten, die man nie mehr vergisst – Das Original. Heyne Verlag, 2017, hrsg. von Nora Reinhardt. ISBN 978-3-453-60454-4.